# 1843 au Bas-Canada
Cet article traite des événements survenus en 1843 au Canada-Est. 

## Événements

### Novembre
- 27 novembre : Louis-Hippolyte La Fontaine démissionne comme chef du gouvernement[1].

### Décembre
- 13 décembre : Denis-Benjamin Viger succède à La Fontaine et entre au gouvernement comme conseiller exécutif[2].